# Andreas Kreiter
Andreas Kurt Kreiter (* 1963) ist ein deutscher Neurobiologe. Er ist Professor für Zoophysiologie in der AG Theoretische Neurobiologie an der Universität Bremen.

## Leben
Andreas Kreiter hat in Tübingen Neurobiologie studiert. Als Diplom-Biologe wechselte er anschließend an das Frankfurter Max-Planck-Institut für Hirnforschung und promovierte dort. Seit 1997 forscht er am Institut für Kognitionswissenschaften in Bremen an Makakenaffen. Gegen die Forschungsvorhaben Kreiters gab es 1997 eine von zahlreichen Professorinnen und Professoren der Bremer Universität unterschriebene Petition. Darüber hinaus protestierten Studierende massiv gegen die Affenversuche Kreiters.

## Forschung und Lehre
Mithilfe der Grundlagenforschung an Primaten will Kreiter die Möglichkeit schaffen, Krankheiten wie Alzheimer, Schizophrenie oder Epilepsie besser diagnostizieren und behandeln zu können.
Kreiter forscht an der neuronalen Kodierung sowie der Aufklärung der neuronalen Mechanismen höherer kognitiver Hirnfunktionen. Er beschäftigt sich mit den Charakteristika der feinzeitlichen Struktur neuronaler Aktivitäten auf der Ebene einzelner Zellen und kleiner Zellverbände sowie auf Ebene des lokalen Feldpotenzials. Außerdem erforscht er die Auswirkung von Aufmerksamkeit, Gedächtnis und zielbezogenem Verhalten auf die Aktivität von Neuronen im striären und extrastriären visuellen Kortex. Mit Bezug auf menschliches Verhalten untersucht Kreiter zudem die Prinzipien von Bindungsprozessen unter besonderer Berücksichtigung der zugrunde liegenden neuronalen Prozesse.
Seine Forschung wird durch verschiedene Drittmittel seitens der Deutschen Forschungsgemeinschaft und des Bundesministeriums für Bildung und Forschung finanziert. Im Fachbereich 02 der Universität Bremen lehrt er in den Biologie-Studiengängen (B.Sc., M.Sc.) vor allem Tierphysiologie und Humanbiologie.

## Versuche an Makaken
Kreiter und seine Familie wurden bereits vor seinem Forschungsbeginn in Bremen teilweise massiv bedroht, Tierversuchsgegner riefen zu gezieltem Telefonterror und Gewalt auf, vorgesehene Laborräume wurden verwüstet. Die Familie wurde zeitweise unter Polizeischutz gestellt, Kreiters Forschung in eine gesicherte Baracke auf dem Universitätsgelände ausgelagert. Bei den Versuchen Kreiters wurden Affen mehrere Stunden täglich in einer Apparatur fixiert und für die Lösung von Aufgaben u. a. durch Gabe von Wasser belohnt. Tierschutz- und Tierrechtsverbände protestieren gegen die aus ihrer Sicht grausamen und überflüssigen Experimente. Der untersuchende Tierarzt, der unangekündigt die Affen monatlich begutachtete, stellte dagegen fest, die Tiere seien in gutem Zustand, die Kolonie mache einen „vollkommen ungestörten Eindruck“ und es gehe den Tieren „im Vergleich zu ihren Artgenossen in Zoos, genauso gut, wenn nicht besser“. Eine vom Bremer Senat einberufene internationale Wissenschaftlerkommission lobte Kreiters Arbeit ausdrücklich und empfahl, die Experimente fortzuführen. Die Kommission kam mehrheitlich zu dem Schluss, Kreiters Forschungsansatz habe internationales Profil und verschaffe grundlegende Einsichten in kognitive Leistungen wie Wahrnehmung, Aufmerksamkeit und Gedächtnis; die Betreuung und Haltung der Versuchstiere sei beispielhaft. Die Bremer Gesundheitsbehörde lehnte jedoch 2008 eine Verlängerung der Genehmigung für die Affenversuche ab. Basis dafür war die Expertise eines Berliner Juniorprofessors, der Kreiters Labor nie besuchte.
Es folgte ein jahrelanger Rechtsstreit um die Zulässigkeit und Angemessenheit der Versuche und Kreiters Arbeit. Nach Abwägung einer nach Ansicht der Richter des Oberverwaltungsgerichts Bremen mäßigen Belastung mit dem wissenschaftlichen Nutzen wurden die Versuche nach einem Urteil des Oberverwaltungsgerichtes 2012 zugelassen. Diese Entscheidung wurde am 3. Februar 2014 durch das Bundesverwaltungsgericht bestätigt, das Gericht begründete, dass „die Belastungen der Versuchstiere im Hinblick auf die hohe wissenschaftliche Bedeutung des Versuchsvorhabens ethisch vertretbar seien“.
Als Reaktion auf die Genehmigung und die Fortführung der Versuche erschienen am 16. April 2014 ganzseitige Anzeigen mit der Überschrift „Kreiter macht eiskalt weiter“ in großen deutschen Tageszeitungen (u. a. Zeit, FAZ, Tagesspiegel), die vom Verein „Tierversuchsgegner Bundesrepublik Deutschland“ geschaltet wurden. In dem durch das Zitat „Tierexperimentatoren sind Wesen besonderer Art - man sollte sie nicht leichtfertig Menschen nennen“ von Herbert Stiller eingeleiteten Text wurde Kreiter u. a. der „Ruf eines Tierquälers“ zugesprochen und seine Forschung als unwissenschaftlich und unnötig kritisiert. Der Bremer Universitätsrektor Bernd Scholz-Reiter erklärte in einem Offenen Brief, es handle sich um die Fortführung richterlich überprüfter, notwendiger Forschung, über Kreiter und seine Forschung würde eine Fülle unwahrer Behauptungen aufgestellt, er verwahre sich nachdrücklich gegen diese Unterstellungen. Mit den Angriffen auf Kreiters Menschenwürde sei die Grenze der Meinungsfreiheit überschritten.
Der Deutsche Tierschutzbund hat unter anderem wegen der Entscheidung des Bundesverwaltungsgerichtes in der Causa Kreiter Beschwerde über das Deutsche Tierschutzgesetz bei der Europäischen Union eingelegt.
Im Jahr 2018 wurden die Versuche für drei Jahre genehmigt, 2021 dann abgelehnt; Das Bremer Verwaltungsgericht entschied im November 2021 (Az. 5 V 2285/21), dass der Senat die Experimente bis zu einer endgültigen Entscheidung weiter dulden muss.
Im November 2023 lehnte das Ressort der Bremer Senatorin für Gesundheit, Frauen und Verbraucherschutz auch den neuen Antrag von Andreas Kreiter auf Fortsetzung der Versuche an Primaten ab. Die Behörde kam zu dem Fazit, dass die Belastung der Versuchstiere nicht durch den angestrebten Erkenntnisgewinn gerechtfertigt und das Versuchsvorhaben damit ethisch nicht vertretbar sei. Kreiter bezeichnete dies in einem Interview als „populistisch motivierte politische Entscheidungen, gepaart mit einer erheblichen Wissenschaftsfeindlichkeit“.

## Publikationen (Auswahl)
- E. Drebitz, L. P. Rausch, A. K. Kreiter: A novel approach for removing micro-stimulation artifacts and reconstruction of broad-band neuronal signals. In: Journal of Neuroscience Methods. Band 332, 2020, S. 108549. doi:10.1016/j.jneumeth.2019.108549.
- B. Fischer, A. Schander, A. K. Kreiter, W. Lang, D. Wegener: Visual epidural field potentials possess high functional specificity in single trials. In: Journal of neurophysiology. Band 122, Nr. 4, 2019, S. 1634–1648.
- E. Drebitz, B. Schledde, A. K. Kreiter, D. Wegener: Optimizing the yield of multi-unit activity by including the entire spiking activity. In: Frontiers in neuroscience. Band 13, 2019, S. 83.
- E. Drebitz, M. Haag, I. Grothe, S. Mandon, A. K. Kreiter: Attention configures synchronization within local neuronal networks for processing of the behaviorally relevant stimulus. In: Frontiers in neural circuits. Band 12, 2018, S. 71.
- I. Grothe, D. Rotermund, S. D. Neitzel, S. Mandon, U. A. Ernst, A. K. Kreiter, K. R. Pawelzik: Attention selectively gates afferent signal transmission to area V4. In: Journal of Neuroscience. Band 38, Nr. 14, 2018, S. 3441–3452.
- B. Schledde, F. O. Galashan, M. Przybyla, A. K. Kreiter, D. Wegener: Task-specific, dimension-based attentional shaping of motion processing in monkey area MT. In: Journal of neurophysiology. Band 118, Nr. 3, 2017, S. 1542–1555.